# Blue Days
Blue Days is een nummer van de Nederlandse band Racoon uit 2000. Het is de tweede single van hun debuutalbum Till Monkeys Fly.
De ballad werd haalde de 12e positie in de Nederlandse Tipparade. Hiermee was het nummer succesvol dan voorganger "Feel Like Flying".